# Восьма Школа
Восьма Школа, район восьмої школи — населена місцевість на північно-східній околиці міста Олександрія.

## Розташування

Школа у 1949 році

Район восьмої школи є крайньої північною околицею Олександрії. Від решти місцевостей міста він відділений річкою Березівкою зі сходу (від Заводського мікрорайону), і залізницею з півдня. Автомобільне сполучення з містом можливе у напрямку Покровської площі — вулицею Кременчуцькою, через проїзд під залізничним мостом; із Заводським мікрорайоном — через дамбу, яка є продовженням вулиці Шкільної. Крім того, південно-західною своєю частиною район дотичний до автошляхів на Кременчук (М22) і в Приютівку(Т 1215). Ця околиця називається Пролісок за назвою придорожного кафе що було тут раніше.

## Історія
Південно-східна частина мікрорайону, понад річкою Березівкою була заселеною вже принаймні з першої половини ХІХ сторіччя. В період Російської імперії ця заселена місцевість входила до передмістя Березівка, разом з прибережною частиною теперішнього Заводського мікрорайону та кварталами що від 1901 року опинилися на південь від залізниці. У той час основною дорогою правобережної частини передмістя Березівка була вулиця Ісакіївська, нині Кременчуцька.
Свою теперішню назву масив отримав від Школи № 8, яка знаходиться між вулицями Шкільна, Кременчуцька та Культурна. Школа є пам'яткою архітектури, вона була збудована ще за царських часів. В перші десятиліття радянської влади школа мала третій номер, потім його було змінено на восьмий.
|                                                                 |  |                                 |  |
| Олександрія і довколишні населені пункти на мапі початку ХХ ст. |  | План Олександрії початку ХХ ст. |  |

## Характеристика
Місцевість забудована майже виключно малоповерховою приватною житловою забудовою. На півдні, упритул до залізниці, розташовується гаражний кооператив. Зі споруд суспільного призначення, окрім школи є кілька невеликих крамниць. Будинки переважно невеликі, одноповерхові, 1950-1970-х років побудови. Також є кілька вулиць із садибною забудовую 1980-1990-х років, для якої переважно характерні двоповерхові будинки.
Формально місцевість є основною частиною «Північно-Західного мікрорайону», який описується такими межами: «північна частина міста між річкою Березівка, залізницею та межею міста».